# Phanerotomella juliae
Phanerotomella juliae är en stekelart som beskrevs av De Saeger 1948. Phanerotomella juliae ingår i släktet Phanerotomella och familjen bracksteklar. Inga underarter finns listade i Catalogue of Life.